# Литосферна плоча
Литосферна плоча или тектонска плоча је велика стабилна површина земљине коре, дио литофере. По теорији тектонских плоча, литосферне плоче су зоне ограничене сеизмичким, вулканским и тектонским активностима на границама плоча. Постоје три типа граница плоча: дивергентне, конвергентне и трансформне.
Из геометријских разматрања је јасно да у једном тренутку може доћи до спајања три плоче. Конфигурација, у којој се у једном тренутку спајају четири или више плоча, је нестабилна и брзо се разграђује временом.
Постоје двије фундаментално различите врсте земљине коре — континентална и океанска кора. Неке литосферне плоча се састоје искључиво од океанске коре (нпр. тихоокеанска кора), друге се састоје из континенталног дијела, спојеног са океанском кором.
Литосферне плоче стално мјењају свој облик, оне се могу подијелити као резултат рифтинга или спојити, формирањем јединствене плоче као резултата колизије. Литосферне плоче такође могу тонути у мантл планете, постижући тако дубину спољашњег језгра. С друге стране, раздвајање земљине коре на плоче је нејасно, и временом са накупљањем геолошких сазнања издвојене су нове плоче, док су неке границе између плоча препознате као непостојеће. С тим, приказ плоча се мијења са временом. Ово се посебно односи на мале плоче, за које геолози предлажу многе кинематичке реконструкције, које се често међусобно искључују.
Више од 90% земљине површине чини четрнаест највећих литосферних плоча:
- Антарктичка плоча
- Арабијска плоча
- Аустралијска плоча
- Афричка плоча
- Евроазијска плоча
- Индијска плоча
- Јужноамеричка плоча
- Кокос плоча
- Назка плоча
- Сјеверноамеричка плоча
- Скошанска плоча
- Сомалијска плоча
- Тихоокеанска плоча
- Филипинска плоча